# Kavousi
Kavousi (griechisch Καβούσι (n. sg.)), veraltet Kavousion (Καβούσιον), ist ein Dorf in der ostkretischen Gemeinde Ierapetra. Die gleichnamige Dimotiki Kinotita Kavousi (Δημοτική Κοινότητα Καβουσίου) umfasst die Bergdörfer Panagia und Melisses mit jeweils einem Einwohner sowie neben den unbewohnten Orten Tsamantis und Drakalevri die ebenfalls unbewohnten Eilande Agriomandra und Konida. Von den 539 Einwohnern (2021) der Dimotiki Kinotita entfielen 537 auf den Hauptort.

## Lage
Der Ort befindet sich 25 km östlich von Agios Nikolaos und etwa 45 km westlich von Sitia und 20 km nördlich von Ierapetra direkt an der Straße. Er liegt auf 140 m am Fuße des Afendis-Berges.
Die Nachbarorte sind Pachia Ammos im Westen und Lastros im Osten. Den einzigen Zugang zum Meer bildet der etwa drei Kilometer vom Ortskern entfernte Strand von Tholos. Durch vorgelagerte Berge und Steilküste kann das Meer andernorts nicht erreicht werden. Hier findet sich eine kaum erforschte Tropfsteinhöhle (Theriospilio).

## Sehenswertes

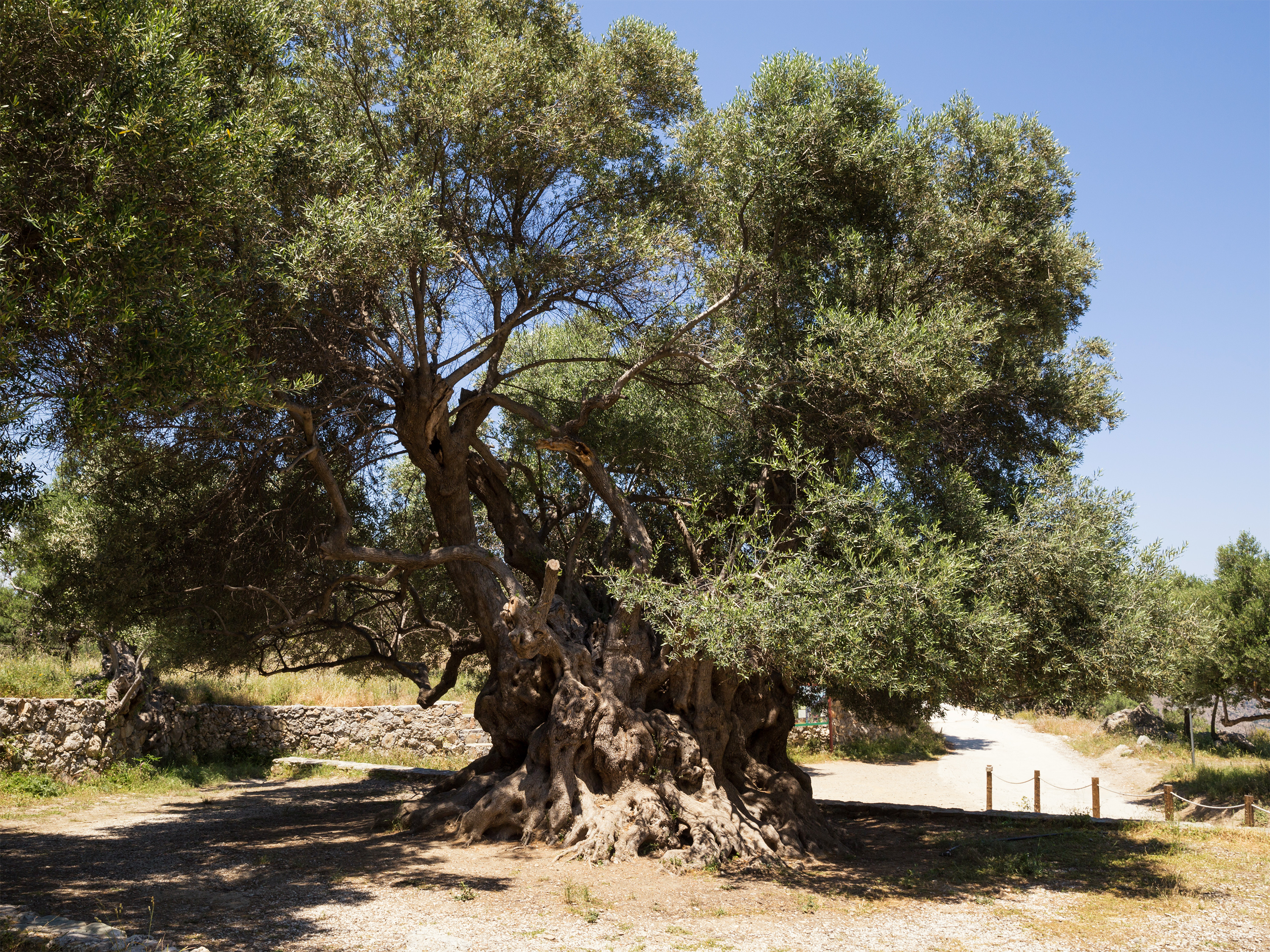
Olivenbaum bei Kavousi

- In den byzantinischen Kirchen nahe dem Dorfplatz, die dem Heiligen Georg (Agios Georgios) und den 12 Aposteln (Dódeka Apostóli) geweiht sind, existieren sehenswerte Heiligenbilder aus dem 16. Jahrhundert und zudem einige wertvolle Fresken und Darstellungen der Hölle.
- In den Hügeln und Bergen nördlich und östlich des Ortes sind Überreste spätminoischer Siedlungen gefunden worden. Von hier gelangt man auch auf die vorgelagerte Insel Psira.
- Kavousi verfügt über eine sehr große Fläche tragender Olivenbäume. In der Umgebung des Ortes wurden die olympischen Siegerkränze für die Spiele in Athen von einem der ältesten Olivenbäume der Welt[3] geschnitten. Der Baum an der Fahrstraße Richtung Avgo–Thriptí (circa 800 m südlich Ortsmitte Kavousi) hat ein geschätztes Alter von circa 3250 Jahren, in 80 cm Höhe noch einen Durchmesser von 4,20 bis 4,90 m und einen Umfang von 14,20 m.[4]
- Die Mesonas-Schlucht beginnt am östlichen Ortsausgang[2] und führt unter anderem zu der Siedlung Thripti (Gemeinde Kato Chorio).

## Ausgrabungen

### Vronta
Der 330 Meter hohe Hügel Vronta (Βρόντα, „Donner“) liegt südlich von Kavousi. Hier fand die Archäologin Harriet Boyd 1900 bei Grabungen acht Tholos-Gräber und einen Lagerraum, in dem sie drei große Pithoi und Eisenwerkzeuge fand. In den Gräbern, die etwa einen Durchmesser von zwei Metern und eine Höhe von zwei Metern hatten, fanden sich Tongefäße, Bronzeschmuck und Waffen. Anhand dieser Gegenständen lassen sich alle Gräber und die Gebäudereste in die Submykenische Zeit (etwa 1030–1000 v. Chr.) datieren.

### Azoria
Der Hügel von Azoria (Μουρί τ’ Άζορια) liegt einen Kilometer südöstlich von Kavousi. Der Eparch von Ierapetra erklärte Harriet Boyd, dass der Name Anagyris-Hügel bedeutet und dass es sich bei Anagyris um Sträucher handelt, die oft in den Bergen Kretas wachsen (deutsch Stinkstrauch). Auf dem ebenfalls etwa 330 Meter hohen Hügel fand die Archäologin Mauerreste aus drei aufeinander folgenden Epochen, wobei sie die ältesten Mauern in die frühgeometrische Zeit datieren konnte. Aus der darauf folgenden Zeit fand sich einen Mauerring mit einem Durchmesser von etwa zehn Metern. Unter den jüngsten Gebäuderesten, die durchaus auch aus der römischen oder byzantinischen Epoche stammen können, zeigten sich zwei konzentrische Mauerringe, einer mit einem Durchmesser von 2,35 m, der anderen von 5,35 m. Harriet Boyd vermutete, dass es sich hierbei um die Fundamente einer Windmühle handeln könnte.
An dem Ort Chondrovolakes (Χονδροβολάκες, „große Felsbrocken“) der zwischen Vronta und Azoria liegt, wurden während der gleichen Grabungskampagne Schachtgräber freigelegt. Sie hatten eine Länge von etwa 2,60 m und eine Breite von 0,70 m und enthielten Brandbestattungen sowie geometrische und protokorinthische Keramik.

### Kastro
Das Plateau, das von den Einheimischen Kastro (Κάστρο, „Festung“) genannt wird, liegt etwa eineinhalb Kilometer südöstlich von Kavousi auf einer Höhe von 670 Metern. Man findet in der deutschen Literatur auch die Bezeichnung Kachó. 1895 fand der Bauer Theodosios Mitsakis auf einer Terrasse unterhalb des Plateaus ein Tholosgrab mit geometrischer Keramik. Als 1899 Arthur Evans Kavousi besuchte, zeigte ihm Mitsakis das Grab und übergab ihm die Keramik.
1900 unternahm Harriet Boyd auch hier zusammen mit Jane Boit Patten Grabungen und entdeckte auf dem Plateau die Grundmauern von 13 Räumen. Die Wände bestanden aus lokalem Schiefer und Lehm. Die genaue Funktion der Räume konnte nicht geklärt werden. Die Funde, Webgewichte, Messerschärfer aus Speckstein, Trichter und einfache Keramik, lassen auf ärmliche Bewohner schließen. Der einzige bemerkenswerte Fund war ein Spielbrett aus Schiefer. Südlich unterhalb auf einer Terrasse fand sie Mauern, Brandspuren und Terrakotta-Tierfiguren, die einen Hirsch, einen Hund und Stiere darstellten. Dieser Platz samt Fund könnte auf ein Heiligtum an dieser Stelle hinweisen. Des Weiteren hörte das Grabungsteam von einer Höhle unterhalb eines Hauses. Dieses befand sich etwa 750 Meter südöstlich des Kastros an dem Ort Skouriazmenos (Σκουριαζμένος, „verrostet“ oder „veraltet“). Es stellte sich heraus, dass ein Bauer 1860 ein Tholosgrab entdeckt und sein Haus darüber errichtet hatte. Er plünderte es und verkaufte heimlich die hochwertige Keramik. Es blieben einige Funde zurück, die nun vom Grabungsteam geborgen wurden.
1901 führte die Archäologin Blanche Emily Wheeler auf einer unterhalb gelegenen Plattform, die die Einheimischen Aloni (Αλώνι, „Dreschplatz“) nennen, Grabungen durch und entdeckte vier weitere kleine Tholosgräber. Eine Besonderheit im Totenkult bestand darin, dass man die Schädel der Toten nach dem Zerfall der Körper in Bronzeschalen legte. In einem Grab fand Wheeler einen Terrakottasarg in Form einer Badewanne.

## Strand von Tholos

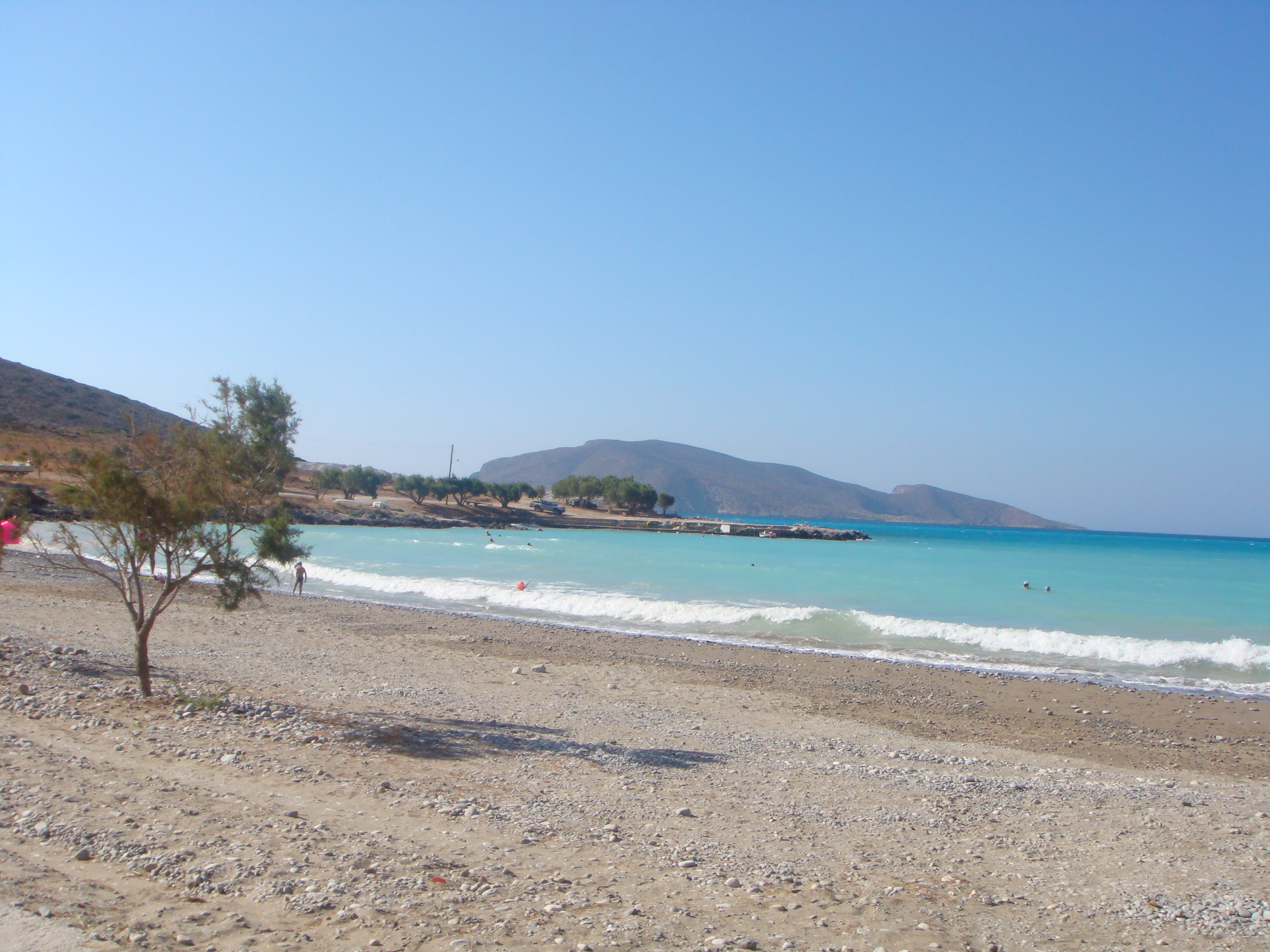
Strand von Tholos (Kavousi). Im Hintergrund die Insel Psira.

Der etwa 300 Meter breite Strand liegt in einer geschützten Bucht. Drei Kilometer nördlich des Strands von Tholos liegt die Insel Psira. Am westlichen Ende des Strands befindet sich die Kirche Afentis Christos. Drei Meter von der Nordostecke dieser Kirche entfernt fand man ein Schachtgrab – vermutlich aus römischer oder byzantinischer Zeit. Etwa 100 Meter südlich der Kirche befinden sich die Überreste eines 57 Meter langen (Nord-Süd-Ausrichtung) und 9,3 Meter breiten Gebäudes. Hierbei handelt es sich um ein römisches Lagerhaus, an dessen Ostseite ursprünglich 10 Säulen über die gesamte Länge verteilt waren. Der Strand von Tholos verdankt sicher diesem Gebäude seinen Namen (θόλος,  „Gewölbe“). In der weiteren Umgebung wurden weitere römische Artefakte aufgefunden.
Etwa eineinhalb Kilometer südwestlich hat man bei der Kirche des Heiligen Antonius eine Kyklopische Mauer entdeckt. Bei Grabungen fand man bronzezeitliche Scherben, die auf eine bronzezeitliche Siedlung in der nahegelegenen Ebene schließen lassen.